# Страшното
„Страшното“ е наричано клането на християнско население в град Карлово в Османската империя, извършено през 1877 година от османска редовна войска и башибозук по време на Руско-турската освободителна война от 1877 – 1878 г.
В отговор на радушното посрещане на руските войски от страна на карловци мюсюлманските сили нахлуват в града и избиват над 800 души от елита на Карлово – свещеници, учители, лекари, търговци и занаятчии, заедно с техните семейства.